# کباب ترش

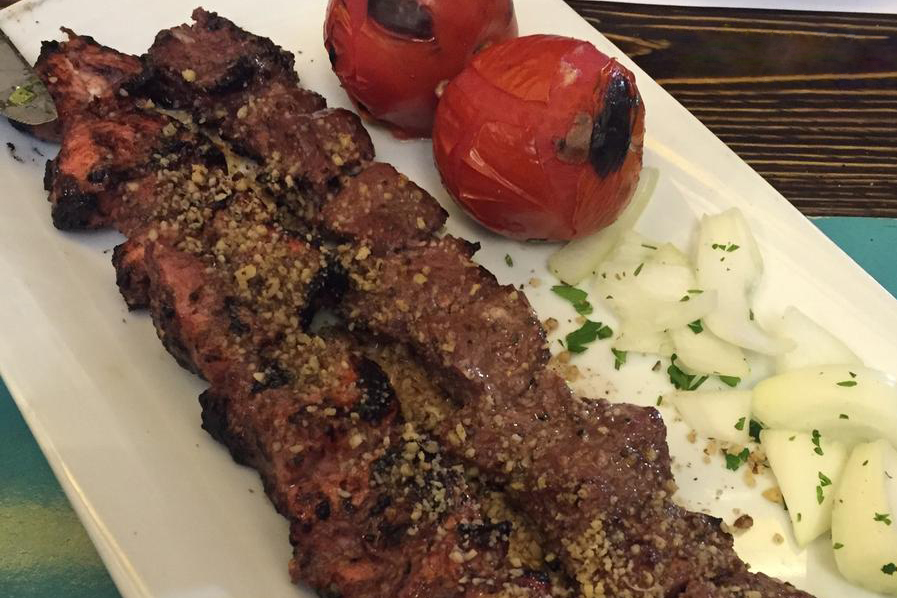
کباب ترش

کباب ترش نوعی کباب است که در مناطق شمالی کشور ایران  به‌ویژه استان گیلان طبخ می‌شود. در این نوع کباب تکه‌های گوشت گوساله را در ترکیب پیاز خرد شده، آب انار ترش، مقدار کمی رب انار ترش، گردوی ساییده شده و سبزی جات معطر محلی گیلان (چوچاق و جعفری) فلفل سیاه و نمک خوابانده و پس از اینکه مواد به خورد گوشت رفت، روی زغال چوب با حرارت ملایم کباب می‌کنند.
این نوع کباب بسیار لذیذ و خوش طعم است.